# Děmjan Bědnyj
Děmjan Bědnyj (rusky Демьян Бедный, vlastním jménem Jefim Alexejevič Pridvorov (Ефим Алексеевич Придворов); 1. dubnajul./ 13. dubna 1883greg., Gubovka – 25. května 1945, Moskva) byl ruský a sovětský spisovatel, básník, publicista a člen bolševické strany. Byl znám především jako autor agitačních a satirických děl.

## Životopis
Narodil se v rodině chudého rolníka. V letech 1904–1908 studoval na Petrohradské univerzitě filosofii a historii. Roku 1899 vydal svou první báseň. Od roku 1911 psal pro bolševické noviny a časopisy. V roce 1912 vstoupil do bolševické strany.
Roku 1918 se stal svědkem popravy Fanny Kaplanové, která se neúspěšně pokusila zabít Lenina. Roku 1923 získal Řád rudého praporu. Během vnitrostranického boje o nástupnictví po Leninovi v letech 1924–1928 se postavil na stranu Stalina.
V roce 1933 získal Leninův řád. Ve třicátých letech se stal jedním z nejpopulárnějších sovětských spisovatelů.
Čistky se ho částečně dotkly. V roce 1938 byl vyloučen ze strany a nemohl publikovat, za druhé světové války se však mohl vrátit. Dne 9. května 1945 se inspiroval sovětským vítězstvím nad nacistickým Německem a složil báseň oslavující Stalina, kterou vydal v deníku Pravda. O dva týdny později zemřel.

## Dílo
Psal především agitační básně, bajky, epigramy a novinové články, ve kterých propagoval bolševické myšlenky třídního boje a komunistický politický program. Rovněž takto komentoval a „vysvětloval“ aktuální politické události. Díky lidovým formám (bajka, jarmareční píseň, častuška) byl populární u širokého publika. V době Občanské války byl velmi populární mezi vojáky Rudé armády.

### Známá díla
- Basni (1913, Bajky) – bajky
- Glavnaja ulica (1922, Hlavní ulice) – poéma o vítězné cestě ruského proletariátu
- Sněžniki (1924, Sníh) – báseň, líčící smutek sovětského lidu nad Leninovou smrtí

### České výbory
- O smyslu básnictví (s výborem poesie), překlad: Ilja Bart, Praha : Odeon, Jan Fromek, 1933
- Známé tváře : Satirické verše, bajky, feuilletony a epigramy, překlad: Zikmund Skyba, Praha : Melantrich, 1952
- Rodné armádě, překlad: Zora Beráková, Praha : Naše vojsko, 1957

## Zajímavosti
- Roku 1925 bylo město Spassk na jeho počest pojmenováno „Bědnoděmjanovsk“
- Byl nejoblíbenějším spisovatelem Nikity Chruščova a 3. září 1918 jediným svědkem (krom popravčí čety) popravy Fejgy Chaim Kaplanové